# إجهاض ورقي
الإجهاض الورقي، المعروف أيضًا باسم الإجهاض المالي، أو الإجهاض الذكري، أو الإجهاض القانوني، هو القدرة المقترحة للأب البيولوجي، قبل ولادة الطفل، على الانسحاب من أي حقوق أو امتيازات أو مسؤوليات تجاه الطفل، بما في ذلك الدعم المالي. بهذه الوسيلة، قبل ولادة الطفل، سيكون الرجل قادرًا على تبرئة نفسه من امتيازات ومتطلبات الأبوة.

## الإجهاض الذكري
يبدأ المفهوم بفرضية مفادها أنه عندما تصبح المرأة حاملاً، يكون لديها خيار الإجهاض أو التبني أو الأبوة. ويزعم، في سياق المساواة بين الجنسين، أنه في المراحل الأولى من الحمل، يجب أن يتمتع الأب المفترض (المزعوم) بنفس الحق في التخلي عن جميع حقوق الأبوة المستقبلية والمسؤولية المالية – مما يترك الأم المطلعة بنفس الخيارات الثلاثة. في الوقت الحاضر، يتحمل الأب المفترض المسؤولية المالية عن الطفل بغض النظر عن ظروف الحمل، بما في ذلك اغتصاب الأم للأب قانونيًا (انظر قضية هيرميسمان ضد سيير)، والاحتيال (استخدمت الأم الحيوانات المنوية للأب للحمل دون علمه أو موافقته).[2]
صاغت المحامية ميلاني ماكولي من ولاية كارولينا الجنوبية مصطلح "الإجهاض الذكري" في مقال لها عام 1998 بعنوان "الإجهاض الذكري: حق الأب المفترض في إنهاء مصالحه والتزاماته تجاه الطفل الذي لم يولد بعد". وزعمت ماكولي أنه ينبغي أن يكون الرجال قادرين على إنهاء التزاماتهم القانونية تجاه الأطفال غير المرغوب فيهم. وفقا لماكولي:
عندما تقرر الأنثى أنها حامل، فإنها تتمتع بحرية تقرير ما إذا كانت تتمتع بمستوى النضج اللازم لتحمل مسؤوليات الأمومة، وما إذا كانت قادرة مالياً على إعالة الطفل، وما إذا كانت في مكانة في حياتها المهنية تسمح لها بتخصيص الوقت لإنجاب طفل، أو ما إذا كانت لديها مخاوف أخرى تمنعها من حمل الطفل حتى نهايته. وبعد تقييم خياراتها، قد تختار الأنثى الإجهاض. وبمجرد إجهاض الجنين، تنتهي مصالح الأنثى والتزاماتها تجاه الطفل. وعلى النقيض من ذلك تمامًا، لا يملك الأب غير المتزوج أي خيارات. تبدأ مسؤولياته تجاه الطفل عند الحمل ولا يمكن إنهاؤها إلا بقرار الأنثى بإجهاض الجنين أو بقرار الأم بالتخلي عن الطفل للتبني. وبالتالي، يجب أن يعتمد على قرارات الأنثى لتحديد مستقبله. لا يتمتع الأب المفترض برفاهية، بعد حدوث الحمل، ليقرر أنه غير مستعد للأبوة. وعلى عكس الأنثى، ليس لديه طريق للهروب (4).

## المناقشة والاهتمام العام

### الدعم
في مقال نُشر عام 1996 بعنوان «الإجهاض وحقوق الآباء»، قدم الفيلسوف ستيفن هيلز حجة تفترض التأكيدات التالية:
1. أن للمرأة الحق المطلق في الرعاية الخاصة بالإجهاض الاختياري؛
2. أن الرجال والنساء يتمتعون بحقوق وواجبات أخلاقية متساوية وينبغي أن يتمتعوا بحقوق وواجبات قانونية متساوية؛ و
3. إن على الوالدين واجباً أخلاقياً في دعم أبنائهم بمجرد ولادتهم، وينبغي أن تترتب على هذا الواجب الأخلاقي واجبات قانونية تتعلق بالدعم.

يزعم هيلز أن اقتران هذه المبادئ الثلاثة متناقض ظاهريًا، وأن هذا التناقض يجب القضاء عليه من خلال الاعتراف أولاً بأن الرجال ليس لديهم واجب مطلق في توفير الدعم المادي لأطفالهم، وثانيًا من خلال الاعتراف بأن للآباء الحق في الرفض.
تتساءل لوري شراج [الإنجليزية]، أستاذة الفلسفة ودراسات المرأة والجنس، عما إذا كان ينبغي "معاقبة الرجال لأنهم نشطون جنسياً"، وتضع الموضوع في منظور النسويات اللاتي اضطررن إلى محاربة نفس الفكرة مع وجود نذير جنس مختلف، أي أن الموافقة على الجماع ليست هي نفسها الموافقة على الأبوة والأمومة. وعلاوة على ذلك، فإن الرجال والأطفال يعاقبون، وفقاً للأستاذة شراج؛ حيث يتعين على الأطفال أن يعيشوا مع أب غائب لم يصبح "طوعاً" أباً.
وبحسب بريك، يجب على الرجال، على الأكثر، أن يكونوا مسؤولين عن المساعدة في تغطية النفقات الطبية وغيرها من تكاليف الحمل التي يتحملون جزءاً منها.
ومن المثير للاهتمام أن هناك تداخلاً بين الذكوريين والنسويات في هذه النقطة. على سبيل المثال، تشير الكاتبة والممثلة الكوميدية الأسترالية كاثرين ديفيني [الإنجليزية] إلى أن إلزام الرجل بالاستسلام تلقائيًا للأبوة القسرية يعد انتهاكًا لحق الرجل في الاختيار عندما تكون لدى النساء خيارات مختلفة لإعفاء الرجل من المسؤولية الأبوية؛ أي، كما تقول، "الخيارات هي الإجهاض، أو التبني، أو تربية الأطفال معًا، أو الأبوة والأمومة الفردية". كما تدين ديفيني الفكرة العتيقة المتمثلة في "إلزام الرجال بإعالة النساء"، والتي تعتبرها تذكرنا بـ«القيم القمعية المعيارية للجنس [التي] تنتمي إلى الخمسينيات». وكحل، تقترح ديفيني سجلًا «لا أطفال بعد» من شأنه أن يمنح الرجال حلاً للانسحاب من شأنه أن يمنع الآباء من إجبارهم على إنجاب طفل ضد إرادتهم—أو على الأقل منعهم من إجبارهم على دفع إعالة الطفل.

### المعارضة
لقد لاقى الإجهاض الورقي معارضة من قبل أولئك الذين يرون فيه ذريعة للرجال للتهرب من مسؤولياتهم كآباء. يقول المنتقدون أن الرجال يجب أن يستخدموا وسائل منع الحمل (سواء منع الحمل أو التعقيم) أو ممارسة الامتناع عن ممارسة الجنس إذا كانوا يريدون تجنب المسؤوليات المالية والشخصية للأبوة. لا يأخذ هذا الموقف في الاعتبار هؤلاء الرجال الذين يحملون طفلاً حتى بعد اتخاذ الاحتياطات المعقولة، أو الحمل غير الطوعي نتيجة لتخريب وسائل منع الحمل، أو الاعتداء الجنسي، أو اغتصاب الأولاد القصر من قبل نساء بالغات، أو سرقة الحيوانات المنوية.

## حسب البلد

### الأرجنتين
أعلنت ليليا ليموين [الإنجليزية]، النائبة المنتخبة من الأرجنتين وحليف الرئيس المنتخب خافيير مايلي، أن مشروع قانونها الأول سيكون لمنح الوالدين إمكانية التنازل عن الأبوة. وينص المشروع على أن المرأة الحامل يجب أن تخطر الأب بهذا الحمل في غضون 15 يومًا وسيكون الأب قادرًا على تقرير ما إذا كان يريد الاعتراف بالطفل أم لا. وتقول ليموين إنه إذا لم يرغب الرجل في ذلك، فلن يكون ملزمًا بدفع نفقة الطفل. ووفقًا للنائبة، فمن غير العدل أن تتمكن المرأة من التنازل عن الأمومة بقتل طفلها، في إشارة إلى موافقة عام 2020 على الإجهاض في الأرجنتين.

### الدنمارك
تم تقديم مفهوم الإجهاض الورقي لأول مرة في الدنمارك في عام 2000 من قبل عالم الاجتماع والاقتصاد هنريك بلاتز. يقول إنه ضروري من منظور المساواة، لضمان حصول النساء والرجال على حقوق متساوية بموجب القانون. وفقًا لاستطلاع غالوب لعام 2014 واستطلاعات سابقة، فإن ما بين 40% و 70% من الدنماركيين يوافقون على تقنين الإجهاض الورقي.
تقول عالمة الاجتماع كارين سيوروب، التي أجرت بحثًا حول هذا الموضوع، إن هذا من شأنه أن يمنح النساء المزيد من الحرية من خلال السماح لأولئك اللاتي يرغبن في أن يصبحن أمهات دون الاضطرار إلى تقاسم حقوق وواجبات الأبوة مع الرجال بطريقة إضافية للقيام بذلك. كما تقترح أن هذا من شأنه أن يقلل من معدل الإجهاض لأنه سيمنع الرجال الذين يرغبون في تجنب الأبوة من الضغط على النساء للإجهاض.
ويزعم المدافعون عن حقوق الطفل أنه مثلما تتمتع المرأة بالقدرة على اختيار إنجاب طفل أو عدم إنجابه، فينبغي للرجل أيضاً أن يتمتع بالقدرة على اختيار تحمل مسؤولية الأبوة أو عدم تحملها. ومن شأن السماح للرجال بالتمتع بالفرصة للتخلي عن المسؤولية الاقتصادية والاجتماعية والقانونية عن الطفل الذي لم يولد بعد خلال الأشهر الثلاثة الأولى من الحمل أن يمنح الرجال والنساء فرصاً متساوية قدر الإمكان.

### السويد
في عام 2016، قرر فرع إقليمي لحزب الشباب الليبرالي السويدي دعم الإجهاض الورقي للرجال حتى الأسبوع الثامن عشر من الحمل، وهو الحد الزمني للإجهاض للنساء. وقد أيد بعض المعلقين هذا الاقتراح، ولكن لم يؤيده الحزب الأم لحزب الشباب الليبرالي السويدي.